# Karolin Margret Natasa
Karolin Margret Natasa (sinh ngày 12 tháng 3 năm 1982) là một chính trị gia người Indonesia hiện đang phục vụ với tư cách là nhiếp chính huyện Landak. Trước đây, cô đã từng là thành viên của Hội đồng Đại diện Nhân dân.
Cô là con gái của thống đốc Cornelis M.H., cô lần đầu tiên được bầu vào nghị viện vào năm 2009, được bầu lại vào nghị viện vào năm 2014. Cô tốt nghiệp Đại học Atmajaya của Indonesia. Vào năm 2018, cô ứng cử làm thống đốc Tây Kalimantan, nhưng đã thất bại trước Sutarmidji.

## Tiểu sử
Karolin được sinh ra tại huyện Mempawah, tỉnh Tây Kalimantan vào ngày 12 tháng 3 năm 1982, là đứa con đầu tiên của Cornelis M.H., thống đốc hai nhiệm kì của Tây Kalimantan trong khi mẹ cô là một giáo viên tiểu học. Hoàn thành trường tiểu học ở Sambas và cả trung học cơ sở và trung học ở Pontianak, cô tiến hành nghiên cứu y học tại Trường Đại học Atma Jaya ở Jakarta, bắt đầu từ năm 2004 và tốt nghiệp năm 2007.
Natasa là một người Công giáo gốc Dayak, và kết hôn với Adhy Nugroho với một đứa con.

## Sự nghiệp
Trong thời gian học, cô đã hoạt động tích cực trong hội sinh viên công giáo của trường đại học, trở thành tổng thư ký của trường. Sau khi tốt nghiệp, cô làm việc như một bác sĩ chính phủ.
Trước khi được bầu vào vị trí, cô đã tham gia vào các nhóm vận động cho cuộc bầu cử Landak và cha cô đã đắc cử thống đốc Tây Kalimantan năm 2008. Cô là thành viên của PDI-P.

### Nghị viện
Cô lần đầu tiên được bầu vào Hội đồng Đại diện Nhân dân năm 2009, khi bà ứng cử tại khu vực bầu cử tỉnh Tây Kalimantan và giành được 222.021 phiếu, xếp thứ nhất trong tỉnh và thứ ba trên toàn quốc. Cô đã được tái đắc cử vào năm 2014, khi cô giành được 397.481 phiếu bầu từ cùng một khu vực bầu cử, đứng trước các ứng cử viên PDI-P khác như Puan Maharani và I Wayan Koster.
Trong suốt thời gian của mình trong hội đồng, cô là một phần của ủy ban thứ chín về nhân khẩu học, y tế, lao động và chuyển hóa. Vào năm 2012, một vụ bê bối phát sinh liên quan đến một clip khiêu dâm mà cô bị nghi ngờ đã tham gia, dẫn đến một buổi điều trần về nhân phẩm (Badan Kehormatan). Cô từ chối bất kỳ hành vi sai trái nào, tuyên bố rằng vụ việc nầy đã được thực hiện do chiến dịch tái cử năm 2013 của cha cô.

### Nhiếp chính
Vào năm 2017, cô tham gia cuộc bầu cử địa phương ở huyện Landak cùng với Herculanus Heriyadi, cô đã giành được 96,86 phần trăm số phiếu bầu. Cô đã tuyên thệ nhậm chức vào ngày 22 tháng 5 năm 2017, trở thành nữ nhiếp chính đầu tiên của huyện, người phụ nữ Dayak đầu tiên phục vụ với tư cách là người đứng đầu khu vực ở Indonesia, và người lãnh đạo đầu tiên của tỉnh chiến thắng trong cuộc bầu cử không có đối thủ.
Để trở thành một nhiếp chính, cô đã từ chức khỏi Hội đồng Đại diện Nhân dân.
Chỉ vài tháng sau khi trở thành nhiếp chính, cô đã tham gia ứng cử thống đốc tỉnh Tây Kalimantan năm 2018 với nhiếp chính huyện Bengkayang Suryadman Gidot là người đồng hành và ba đảng (PDI-P, Demokrat, PKPI) ủng hộ cô. Với 41,8% số phiếu bầu, cặp đôi này đã thua cặp Sutarmidji / Ria Norsan.